# Avram Iancu
Avram Iancu (Vidra [de Sus], avui dia "Avram Iancu", província d'Alba, 1824 — ibídem, 10 de setembre de 1872) va ser un advocat romanès de Transsilvania, qui va tenir un paper important en oposar-se a la Revolució hongaresa de 1848, organitzant un alçament romanès lleial a l'emperador austríac per contrarestar els moviments independentistes hongaresos. Va ser especialment actiu a la regió de Ţllaura Moţilor i a les muntanyes Apuseni, lluitant per als drets dels romanesos en Transsilvània. L'organització dels camperols en el seu entorn, així com la lleialtat que va jurar als Habsburg, li van fer guanyar el sobrenom "Crăişorul Munţilor" ("El Príncep de les Muntanyes").

## Vida primerenca
Nascut en una família de camperols que havien estat emancipats de la servitud, Avram Iancu va estudiar humanitats en Cluj i després Dret en la facultat. Va arribar a ser escribà en Târgu Emmuralliş, on es va assabentar dels esdeveniments del març de 1848 a Viena i Pest. La seva actitud en aquest moment simbolitzava la naturalesa del conflicte que hauria d'esglaiar Transsilvània: mentre Iancu recolzava la transició, no estava d'acord amb el rebuig dels revolucionaris hongaresos (molts dels quals eren terratinents) a abolir la servitud (que en aquell temps afectava a la majoria de població romanesa de Transsilvània).
En tornar de les muntanyes Apuseni, va començar a reunir camperols en Câmpeni, organitzant protestes considerades pacífiques per les autoritats, però un punt amenaçadores. Iancu i el seu soci Ioan Buteanu van passar ràpidament a ser les figures principals de les accions romaneses en aquesta àrea, especialment després de participar en les Assemblees de Blaj d'abril. En Blaj, els dos van optar per l'ala radical del moviment. Agrupat al voltant d'Alexandru Papiu Ilarian, s'oposava al desig dels revolucionaris hongaresos d'unir Transsilvània amb Hongria. Van entrar en conflicte amb l'ala menor, organitzada entorn del bisbe grec-catòlic Ioan Lemeni, que es va inclinar per no boicotejar les eleccions per al Parlament d'Hongria.
Quan la unió va tenir lloc el 30 de maig de 1848, la majoria dels activistes romanesos van apel·lar a Viena i a l'emperador Ferran I d'Àustria, unint-se amb els saxons de Transsilvània. La tensió va augmentar després de l'11 de juliol, quan Hongria va declarar la seva independència. Àustria va començar a escoltar les demandes romaneses, mentre tenien lloc conflictes sagnants entre els nobles hongaresos i els seus serfs romanesos. L'última Assemblea de Blaj va veure al governador de la Dinastia dels Habsburg, Anton Freiherr von Puchner, aprovant l'armament de les Guàrdies Nacionals per als romanesos i saxons. El 27 de setembre, el linxament del plenipotenciari austríac, el general Lemberg, per un grup de Pest, va tallar el diàleg entre els dos centres. El nou emperador Francesc Josep I d'Àustria i el govern austríac van oferir als romanesos nombroses llibertats i drets; encara que el govern de Lajos Kossuth va abolir la servitud, no es podria comparar amb l'oferta de l'Imperi.

## Conflicte

### Esclat
Els austríacs van rebutjar clarament la demanda d'octubre, que suposava que el criteri ètnic arribés a ser la base per a les fronteres internes, ja que el propòsit era crear una província per als romanesos (Transsilvània juntament amb Banato i Bucovina) - els austríacs no volien reemplaçar l'amenaça del nacionalisme hongarès per la d'un potencial separatisme romanès. No obstant això, no es van declarar hostils a la creació de càrrecs administratius per als romanesos en Transsilvània, ja que això prevenia el control total dels hongaresos a la regió.
El territori va ser organitzat en "prefecturi" (de prefecto), amb Avram Iancu i Buteanu de prefectes en Apuseni. La prefectura d'Iancu, "Auraria Gemina" (nom amb simbolisme en llatí), va arribar a ser la més important, ja que controlava també àrees adjacents que mai havien estat organitzades completament.
En el mateix mes, els esforços administratius van quedar aturats, atès que els hongaresos liderats per Józef Bem van dur a terme una forta ofensiva a través de Transsilvània. Amb el suport discret de les tropes imperials russes, l'exèrcit austríac (menys les guarnicions d'Alba Iulia i Deva) i l'administració austroromanesa es van retirar a Muntènia i Oltènia (ambdues ocupades llavors pels russos).

### Reducció
Avram Iancu va liderar l'única força de resistència: es va retirar en terrenys durs, organitzant una campanya de guerrilla en contra de les forces de Bem, causant-los danys importants i bloquejant la ruta cap a Alba Iulia. Va ser, no obstant això, exposat a greus problemes ell mateix: els romanesos tenien poques armes i poca munició. El conflicte va durar uns mesos, amb tots els intents hongaresos a derrotar la resistència de les muntanyes quedant sense èxit.
A l'abril de 1849, Iancu va ser contactat pel missatger hongarès Ioan Dragoş (en realitat un diputat romanès del Parlament Hongarès). Dragoş va fer l'efecte d'estar actuant pel seu propi desig de pau, i va treballar per convèncer els líders romanesos a anar a Abrud per escoltar les demandes hongareses. L'adversari directe d'Iancu, el comandant hongarès Imre Hatvany, es va aprofitar de l'armistici provisorio per atacar als romanesos en Abrud. No va gaudir, no obstant això, de l'element-sorpresa, ja que Iancu i els seus homes es van retirar i van arribar a envoltar-li. En l'interval, Dragoş va ser linchado per la gent d'Abrud, en ser considerat part de l'ardit de Hatvany.
Hatvany va enfuriar als romanesos també per capturar i executar a Buteanu. Mentre la seva posició era cada vegada més feble, va ser atacat contínuament pels homes d'Iancu, fins a la gran derrota del 22 de maig. Hatvany i la majoria del seu grup armat van ser massacrats pels seus adversaris i Iancu va capturar els seus canons canviant l'avantatge tàctic als següents mesos. Kossuth va estar enfuriat pel gest de Hatvany (una inspecció d'aquest temps va dimitir a tots els col·laboradors propers de Hatvany), especialment perquè feia futures negociacions poc probables.
No obstant això, el conflicte va perdre duresa: els homes d'Iancu es van concentrar en el control de recursos i provisions locals, optant per causar danys solament a través d'escaramusses. La intervenció russa al juny va precipitar els esdeveniments, especialment perquè els polonesos que lluitaven en els contingents hongaresos volien veure una resistència total a l'exèrcit tsarista. Homes com Henryk Dembiński van intervenir un enteniment entre Kossuth i els revolucionaris "émigré" valacs. Aquests últims, propers a Avram Iancu (particularment Nicolae Bălcescu, Gheorghe Magheru, Alexandru G. Golescu i Ió Ghica) desitjaven també derrotar l'exèrcit tsarista que havia aixafat el seu moviment al setembre de 1848.

### Negociacions
Bălcescu i Kossuth es van trobar al maig de 1849 en Debrecen. Aquest contacte va ser celebrat pels historiadors i polítics marxistes de Romania, atès que la condemnació de Karl Marx a tot el que s'oposava a Kossuth va tenir com a resultat que es considerés com a "reaccionari" a tot el que se li oposés. Sembla que l'acord no va ser de cap manera un pacte, ja que Kossuth volia afalagar els valacos, intentant convèncer-los que convenia que les forces d'Iancu deixessin completament Transsilvània per ajudar a Bălcescu a Bucarest. Mentre va estar d'acord amb intervenir la pau, Bălcescu mai va presentar aquesta oferta als combatents dels Apuseni. Els seus documents personals (comentats per Liviu Maior) mostren que les suposicions poc realistes de Kossuth ho feien considerar-li un "demagog".
Encara resulta més contradictori que l'única cosa acceptada per Avram Iancu va ser (una cosa que no va ser demandada per cap partit) la "neutralitat" de les seves forces en el conflito entre Rússia i Hongria. Així, va assegurar la seva posició quan les forces hongareses van ser derrotades al juliol, particularment en la batalla de Sighişoara, i després van capitular en el 13 d'agost.

## Últims anys
Avram Iancu va estar d'acord a desarmar a les seves tropes quan els austríacs prenguessin el control i va escriure un informe detallat al nou governador de Transsilvània, Ludwig von Wohlgemuth (en 1850). Per evitar la sospita del separatisme romanès, el document no esmenta els contactes amb els valacs. Com els austríacs van acordar l'abolició de la servitud, van prohibir també totes les institucions representatives de Transsilvània. Mentre el nacionalisme hongarès es movia cap al Compromís Austrohúngaro acceptable per a les dues parts, la qüestió romanesa causava cada vegada més irritació. El fervor revolucionari mostrat sota Iancu, encara que va ser favorable per a la Monarquia, podria convertir-se en una arma usada per a diversos propòsits - els austríacs temien especialment que la fe ortodoxa dels romanesos pogués encaixar amb el Paneslavismo, completant el buit entre Sèrbia i l'Imperi rus.
És molt possible que Iancu no fos capaç d'apreciar correctament els canvis. Si bé la decisió per al seu arrest inicial (al desembre de 1849) va ser ràpidament anul·lada per causa de les protestes locals (i considerada un abús), Iancu va quedar censurat per la resta de la seva vida; la seva biblioteca va ser confiscada, i va ser mantingut sota supervisió. Va ser fins i tot arrestat per segona vegada, en 1852, quan es va considerar que la seva presència mateixa inflamava el sentiment local. Després del seu alliberament, Iancu va visitar aviat Viena amb l'intent de presentar una petició a l'emperador. La policia l'hi va impedir, una humiliació pública que li va causar una crisi nerviosa de la qual mai es va recuperar. Els seus últims 20 anys de vida van ser marcats per una malaltia mental. A partir de l'any 1852 el seu estat de salut mental va començar a deteriorar-se. Vago els seus últims anys de la seva vida a les muntanyes de Transsilvània tocant la flauta. Les cançons era sempre tristes, Iancu acabava sempre plorant al final.
Avui dia és considerat l'heroi més gran de Transsilvània, la seva memòria i herència són més vives que mai, sobretot entre "moti", els habitants de les muntanyes Apuseni, on viuen encara els descendents actuals dels antics lanceros d'Iancu.
Al matí del 10 de setembre de 1872, Avram Iancu va ser trobat mort, amb els ulls cap a al cel, en el porxo de la fleca (ara museu) d'Ioan Stupină, conegut com Lieber, Baia de Cris. Va ser enterrat amb funeral d'Estat en 13 de setembre en el Panteó dels Moti en Ţebea, província Hunedoara, prop del Roure de Horia. En el funeral servit 36 sacerdots, encapçalats pels degans Mihălţanu (ortodoxa) i Brad Balint (catòlic) de Rosia Montana. Davant de comboi fúnebre estaven excomandants militars dels romanesos, que encara estava viu: Simion Balint, Axente Sever, Andreica Mihai Nicolae Corcheş Clemente Aiudeanu. Per anunciar la seva mort, les campanes van ser tocades a les muntanyes durant tres dies i tres nits. El comitè funerari li va proclamar "l'heroi de la nació".
El funeral va tenir lloc sota el Roure de Horea en el cementiri ortodox Ţebea segons el desig d'Avram Iancu. Més de 4.000 persones, segons altres fonts 10.000 van assistir al funeral. Els locals van arribar a cavall de Vidra dels seus a partir de l'11 de setembre per a la vigília.
La cerimònia del funeral va ser al 13 de setembre a Baia de Cris i va començar a les 14 hores. A continuació, el comboi que s'estenia al llarg de més de 2 quilòmetres, va fer la seva marxa cap a Ţebea. Durant tot el camí s'hi va cantar "La marxa de Iancu" i "Desperta, romanès!". Quan van entrar per primera vegada a la gent la Ţebea, l'última columna de la Baia de Cris acaba de fer el seu camí. El jove que conduïa el comboi estava caminant amb una bandera romanesa en els colors vermell-groc-blau embolicat en negre. Quan el taüt va ser baixat a la fossa, es van disparar salves de fusell en una mostra d'honors militars. La creu de pedra va ser donat pel sacerdot romanès John Tisu, i en ella s'inscriu simplement: "Avram Iancu, ADV, PREF LEG ROM en 1849-9 1872" - "ADVOCAT, PREFECTE de les LEGIONS ROMANESES al 1849-9 1872". L'obituari del diari romanès "Telegraph" d'Avram Iancu hi deia "la seva vida en el seu conjunt seguirà sent un mirall honest de la nostra vida nacional".